# Joeri Kochanets
Joeri Nikolajevitsj Kochanets (Russisch: Юрий Николаевич Коханец) (Astana, 15 februari 1972) is een Russisch voormalig langebaanschaatser.
Kochanets nam deel aan de Olympische Winterspelen van 1998 in Nagano, die van 2002 in Salt Lake City en die van 2006 in Turijn. Hij reed daar de 5000 meter maar behaalde geen medailles - in Nagano werd hij 22e, in Salt Lake City 27e en in Turijn 17e. Zijn beste internationale prestatie leverde hij tijdens de WK Afstanden van 2005, waar hij zesde werd op de 10000 meter. De laatste jaren werd hij gecoacht door Markus Eicher en leefde hij in Inzell.
Tot aan november 2009 was Kochanets houder van het Russisch nationaal record op de 10000 meter met een tijd van 13.14,45. Dit record werd verbeterd door Ivan Skobrev.
Sinds 27 augustus 2009 is Kochanets vermist. Hij wilde een vriend in Divnogorsk bezoeken maar kwam daar niet aan. Hij werd voor het laatst gezien in de buurt van het dorp Oest-Mana.